# Allaichovskij ulus
L'Allaichovskij ulus è un ulus (distretto) della Repubblica Autonoma della Sacha-Jacuzia, nella Russia siberiana orientale; il capoluogo è l'insediamento di Čokurdach.
Confina con gli ulus Nižnekolymskij e Srednekolymskij ad est, Abyjskij a sud e Ust'Janskij ad ovest.
Il territorio dell'ulus si estende lungo la costa settentrionale (mare della Siberia Orientale) della Repubblica jacuta, ed è esteso su una sezione del bassopiano della Kolyma, piatto, paludoso e coperto dalla tundra artica; è pressoché spopolato, dato che la densità media è di soli 0,03 ab./km² e il capoluogo accentra i 2/3 degli abitanti totali.